# Freddie Young
Freddie Young, född 1902 i London, död 1998 på samma plats, var en brittisk filmfotograf. Han vann Oscar för bästa foto tre gånger.

## Filmografi (i urval)
- 1958 – Jag anklagar
- 1962 – Lawrence av Arabien
- 1965 – Doktor Zjivago

## Utmärkelser
- Oscar för bästa filmfotografi (färg), för Lawrence av Arabien,  8 april 1963[4]
- Oscar för bästa filmfotografi (färg), för Doktor Zjivago,  18 april 1966[5]
- Oscar för bästa foto, för Ryans dotter,  15 april 1971[6]
- BAFTA Academy Fellowship Award,  1972
- Officer av Brittiska imperieorden

[Redigera Wikidata]